# كام فولر
كام فولر (بالإنجليزية: Cam Fowler)‏ هو لاعب هوكي جليد أمريكي، ولد في 5 ديسمبر 1991 في وندسور في كندا.

## وصلات خارجية
- كام فولر على موقع دوري الهوكي الوطني (الإنجليزية)
- كام فولر على موقع EliteProspects.com (الإنجليزية)
- كام فولر على موقع HockeyDB.com (الإنجليزية)
- كام فولر على موقع Hockey-Reference.com (الإنجليزية)
- كام فولر على موقع أوليمبيديا (الإنجليزية)